# Halle (Belgio)
Halle (in francese Hal) è una città belga di 42 577 abitanti nelle Fiandre (Brabante Fiammingo).
Castellania della contea di Hainaut, dipendente dalla prepositura di Mons, dal IX secolo fino al  1795, Halle fu poi integrata nel dipartimento della Dyle (Brabante) dai rivoluzionari francesi. Da almeno sette secoli è luogo di pellegrinaggio mariano. La città è famosa anche per il carnevale di metà quaresima.
La città di Halle oggi conta poco più di 42 000 abitanti e confina con il Pajottenland.
Halle è un centro regionale di servizi e assistenza, con negozi, vari istituti scolastici, un ospedale e servizi pubblici (il 61% della popolazione è attiva nel settore terziario).
Amministrativamente, Halle è la più meridionale delle città di lingua olandese: si trova al confine linguistico tra le aree di lingue germaniche e romanze, e si incunea in uno stretto corridoio tra la Regione di Bruxelles-Capitale e la Vallonia.

## Geografia fisica
Halle si trova lungo il corso della Senne, il centro della città si trova sulla riva sinistra di questo fiume. Il fiume dentro la città è accompagnato dal canale Bruxelles-Charleroi. Sulle colline a est di queste acque, l'area di insediamento di Halle si fonde con l'agglomerato di Bruxelles quasi senza interruzioni. A sud-est della città si trova la foresta di Hallerbos come parte della sua area urbana, uno dei resti della foresta carbonifera (Silva Carbonaria), che anticamente si estendeva dal centro delle attuali Fiandre fino alla Mosa. A ovest, la città confina con il Pajottenland. Questa storica regione a ovest di Bruxelles è ancora oggi prevalentemente agricola.
Ad Halle appartengono i seguenti sottocomuni: Buizingen, Lembeek, Breedhout, Essenbeek, Sint-Rochus e Hondzocht.

## Monumenti e luoghi di interesse
- Basilica di San Martino di Halle
- Municipio rinascimentale di Halle

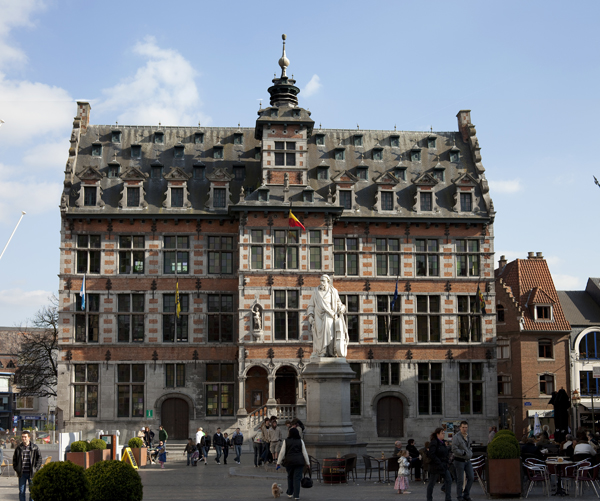
Il municipio di Halle sulla Grote Markt

- Den AST, in precedenza Museo del Brabante sudoccidentale
- Convento francescano di Halle
- Ex collegio dei Gesuiti, attualmente accademia musicale

## Cultura

### Televisione
- Halle è stata la location delle riprese della serie poliziesca fiamminga Witse.
- Il Grote Markt di Halle è stato utilizzato sia per la location all'aperto della commedia VTM Café Majestic sia per la location all'aperto della soap / commedia VTM Ramona. Per coincidenza, entrambe le case erano vicine l'una all'altra.

### Eventi
- Ogni anno, nel mezzo della Quaresima, si celebra il Carnevale per tre giorni. Questo è un evento colorato, in cui vari gruppi realizzano carri e costumi o eseguono danze. Il carnevale di Halle è stato organizzato dal 1905 ed è cresciuto fino a diventare uno dei più grandi carnevali del Belgio.
- Il lunedì di Pasqua si svolge il Sint-Veroonprocessie. Si tratta di una processione religiosa in cui le reliquie del santo vengono portate in giro per il villaggio di Lembeek.
- Halle è anche il luogo di un popolare pellegrinaggio alla Beata Vergine Maria. Il formato attuale di questa devozione ha almeno sette secoli.

### Prodotti locali
- La Duivelsbier, una birra locale, è oggi prodotta dal birrificio Boon.
- Si ipotizza che la famosa birra Lambic prenda il nome dal villaggio di Lembeek, ora parte di Halle.
- Halle aveva un proprio giornale, chiamato il futuro di Halle. (l'Avenir de Hal)